# AMEMIYA
AMEMIYA（アメミヤ、本名：雨宮 陽平（あめみや ようへい）、1978年11月10日 - ）は、日本のお笑い芸人、歌手。

## 来歴・経歴

### 略歴
千葉県千葉市稲毛生まれ 、同県佐倉市志津育ち。佐倉市立井野小学校、千葉県立幕張総合高等学校卒業。
1997年吉本総合芸能学院（NSC東京校/3期生）に入学。高校の同級生の西条みつとし（後のあれきさんだーおりょう）とコンビ「ノンストップ」を結成しツッコミ役を務める。NSC東京卒業後はワタナベエンターテインメントに所属。コンビ名を「ノンストップバス」と改名する。
2003年ノンストップバス解散。同年ボーカリスト「アメロック」(amerock) として転身し、同窓生と「2人バンド」を結成。2005年にはバンド名をダイナマイトオレンジに改名。同バンドを率いる歌手、エンターテイナーという形で活動する。
2009年ダイナマイトオレンジ解散。翌2010年から再びお笑い芸人としての活動を再開することを決めSMA NEET Projectに所属。ギター一本で自作の歌ネタを披露するというスタイルで活動を始める。
2011年『R-1ぐらんぷり2011』に初出場。準優勝を果たす。同年5月に放送された『イケメン歌がうまい王座決定戦スペシャル』（フジテレビ）にも初出場。優勝を果たす。
2012年『R-1ぐらんぷり2012』に出場。決勝進出を果たし、2年連続のファイナリストとなる。

#### 高校-NSC時代
尾崎豊が大好きで、始めはお笑いよりも音楽に興味を持っていた。父親に高校の入学祝いとしてアコースティックギターを買ってもらったことがきっかけで曲作りを始め、同級生の友人らとともにバンド活動も行っていた。当時はボーカルではなくサイドギターを担当していた。
高校卒業時進路に迷っていたところ、同級生であった西条みつとし（後のあれきさんだーおりょう）がNSCに行くのを知り自分もお笑いをやってみようと入学を決意。1997年、彼と共に「ノンストップ」というコンビを組み、ツッコミを担当することとなる。当時はボケとツッコミを交えたオーソドックスなコントを主体とする芸風で、ネタを作っていたのは基本的に相方であった。
しかしNSC卒業後もお笑いでやっていこうという決意までは固まっておらず、ツッコミ役にも違和感を感じており、たまに出演していた銀座7丁目劇場が閉館するタイミングで吉本興業を辞める。これを機にお笑いそのものからも足を洗おうと考えたが、相方の説得もあり結局は新たな事務所を探すこととなる。
そんな折NSCの講師もやっていた放送作家の元祖爆笑王にワタナベエンターテインメントを勧められ、オーディションを受け一発合格する。晴れて「ナベプロ芸人」となり、コンビ名も「ノンストップ」から「ノンストップバス」へと改名する。

#### ノンストップバス時代
「ノンストップバス」となってからは芸風がガラリと変わり、「絵の中に閉じ込められる男」や「あの世に行くエレベーター」などストーリー性の高いシュールなコントネタを手掛けるようになった。2人のアイドル的な風貌も相まって次第に人気も高まって行き、『爆笑オンエアバトル』（NHK G）や『新しい波8』（フジテレビ）、『やるヌキッ!』（テレビ東京）などテレビの仕事も舞い込んでくるようになった。
しかし徐々に盛り上がりを見せ始める周囲の環境を余所に、常々抱いていたツッコミ役への違和感はどうにも拭い去れず、また自分の力が発揮できているという自信も持ち得なかった。他の仕事が増えた時にどうすれば良いだろうという不安に苛まれながらも我慢して活動を続けていたが、その我慢が張り通せなくなった25歳の頃、半ば強引な形でコンビ解散という道を選ぶこととなる。事務所に解散を告げに行った際は、また引き留められないようにするため頭がおかしくなったと思われた方がいいだろうと、サングラスをかけたパンクロッカーのような出で立ちで「アイ・アム・ミュージシャン!!」と連呼した。マネージャーには「俺の目の黒い内は絶対に舞台に上がらせねーからな！」と激怒されたという。

#### 2人バンド-ダイナマイトオレンジ時代
ワタナベエンターテインメントを辞めた後は、かねてより興味のあった音楽の道へと進むこととなる。ちょうどその頃、高校時代に曲作りの楽しさを教えてくれた友人が仕事に迷いを持っていた時期でもあったため、彼を誘い「2人バンド」というバンドを組み正式に音楽活動を始める。当時の芸名は「アメロック」であった。
程なく小さな会場を借り初のワンマンライブを開催すると、ノンストップバス時代のファンが足を運んでくれたこともあり約80人以上が集まった。それに気を良くして開催した2回目は30人に減り、それでも懲りずに開催した3回目はわずか3人しか集まらなかった。3回目はあまりの少なさに開演を30分遅らせてみたものの、そのために2人が帰ってしまい結局1人しか残らなかったという。
しかしその後、ノンストップバスを知る関係者の手引きもあり、爆笑オンエアバトルの音楽編である『熱唱オンエアバトル』（NHK G）に出場の機会を得る。オンエアを勝ち取り史上初となる「オンバトシリーズ」両方の出演を果たしたものの、開始の合図と同時に演奏せねばならぬルールを無視し歌の直前にトークを挟み3笑い位とってから開始したため、ディレクターに「調子に乗ってるのか！」と首根っこを引っ掴まれて激怒され、その後この番組には二度と呼ばれなかったという。
以降メンバーを増やしバンド名を「ダイナマイトオレンジ」と改め、マネージャー兼フロントマン兼エンターテイナー兼ボーカルとしてその一切を取り仕切るもライブをやる度に借金が嵩み、その借金を返済するためにバイト漬けの生活を送らねばならず音楽活動はなかなか日の目を見ることがなかった。それでも一時は芸能事務所に所属したこともあり、舞台の主題歌や挿入歌を担当したこともあったが、メンバーの不慮の事故、脱退などを経て、2009年末には6年間続いたバンド活動にも終止符が打たれることとなる。

#### ピン芸人AMEMIYAの誕生
バンドをやっている間も芸人時代の仲間や先輩との交流が続いていたこともあり、2010年には再びお笑いの道へと戻る決心をする。芸の方向性は、芸人仲間の一人はいじぃの助言もありギターを用いた歌ネタと定めた。事務所はハリウッドザコシショウに誘われたこともあり、年齢制限もなかったSMA NEET Projectを選ぶ。芸名はシンプルに名字の雨宮を横文字にしただけのAMEMIYAとした。
SMAのオーディションライブである「SMAトライアウトライブ（笑）」で、最初の内は今までの自分の人生を笑いにしたいと思い自虐ネタを中心にやっていたが、反応はあまり芳しくなかった。何とかバンド時代培った作曲能力と歌唱力を生かしたネタを作りたいと考えていた折、街でたまたま「冷やし中華はじめました」の貼り紙が目に留まり、これにメロディーを乗せたら面白いのではないかと閃く。こうして自身を代表する歌ネタ「冷やし中華はじめました」が誕生した。
「冷やし中華はじめました」のネタを「SMAトライアウトライブ（笑）」で披露したところ、ウケもよく順位も初めてトップを獲得した。それがきっかけで事務所より『あらびき団』（TBS）のオーディション話が舞い込み、試しに受けてみたところ合格。2010年9月7日放送の『あらびき団 超拡大SP 爆笑!あらびきカーペット』に初登場し、「シンガーソングライター芸人」としてネタを披露することとなる。するとその時たまたまゲスト出演していた今田耕司に絶賛され、その後2011年1月30日『ダウンタウンのガキの使いやあらへんで!!』（日本テレビ）の「山-1グランプリ」にも初登場したことで一気に注目度が高まり、Googleの急上昇検索ワードで5位となる。更にそのことが同年2月3日放送分の『ズームイン!!SUPER』（日本テレビ）で取り上げられ、翌日2月4日には『笑っていいとも!』（フジテレビ）にも初登場し俄かにとんとん拍子で事が運ぶようになった。
そして、当時過去最多の3,572名が出場した『R-1ぐらんぷり2011』でシードなしの初出場にして次々と予選を勝ち進み、同年2月11日生放送の決勝大会に進出。1回戦で木村明浩（バッファロー吾郎）に11-10、2回戦で山田與志（COWCOW、現・善し）に15-6と勝ち進み、決勝で佐久間一行と対戦し、1-6に終わったものの、準優勝を果たす快挙を成し遂げた。『R-1ぐらんぷり』直後に行われた日刊スポーツのユーザーアンケートでは「もっとも面白いと思った芸人」、「今年最も活躍すると思う芸人」ともにAMEMIYAがトップ得票を得ている。そして、「冷やし中華はじめました」は2011年4月27日に、シングルCDとしてリリースされる。さらに、翌年に開催された『R-1ぐらんぷり2012』でもAMEMIYAは決勝に進出し、2年連続のファイナリストになった。

#### その後の主な芸能活動
『R-1ぐらんぷり2011』の直後、2回戦で披露し高評価を得た「東京ウォーカーに載りました」のネタが実際に『東京ウォーカー』（角川マガジンズ）編集長の目に留まり、本人よりTwitterやオフィシャルブログのコメント欄でラヴコールを送られた結果、2011年3月から10月まで同誌での連載も実現した。同誌編集長とはラジオ番組『夕やけ寺ちゃん 活動中』（文化放送）にて共演も果たしており、2011年夏には「AMEMIYA×東京ウォーカー」のコラボレーションTシャツも制作される。
さらに2011年4月21日発売のPlayStation Portableソフト『ガチトラ! 〜暴れん坊教師 in High School〜』（スパイク）では、南明奈とともにプロモーションイメージキャラクターに起用され、自身初となるCM出演も果たす。その後同年5月より放映開始されたサントリー 金麦「それぞれの金麦・第二話〜帰省篇〜」のCMにも高良健吾、藤竜也とともに起用され、ついで2011年6月より大阪市浪速区のスパワールド世界の大温泉、2012年4月よりキング観光、2012年5月より土崎BC（秋田市のパチンコ店）、2012年10月より『神様はじめました』（白泉社）のCMにも起用される。
その他起用されたプロモーションキャラクターには、映画『八日目の蝉』、映画『赤い珊瑚礁　オープン・ウォーター』、日産自動車「新型日産車7台『一斉プレゼントはじめました♪』キャンペーン」、ミニストップ「体が喜ぶ夏ごはんキャンペーン」、カゴメ「高等学校学園祭“トマト鍋”応援フェア」、mmbi「NOTTV」、三菱電機「AMEMIYA×ハイブリッド霧ヶ峰 - きりがみやキャンペーン」、日清食品「新型焼きそば1ミニット－1分焼きそばはじめました－」、EST Corporation「EST Doc」、株式会社ワン&オンリーキャスティング「ジョブレストラン」、ニフティ「@niftyでネットォはじめましたー」、内閣官房「マイナンバーカードはじめました」などがあり、各イベントに出演したり、キャンペーンソングを手がけるなどしている。2014年に起用されたジェイフロンティア株式会社「酵水素328選」のプロモーションでは、2ヵ月間で12.9kgの減量に成功した。これ以外にも、歌手わもとまりも（ソニー・ミュージックアーティスツ）の公式サイト上で彼女のオリジナル宣伝ソングを披露するなど、次々とその活動の場を広げている。
ミュージシャンの経歴を持つAMEMIYAは、お笑いのみならず音楽分野でも活動しており、それ故自身を「ハイブリッド芸人」とも称している。2011年5月31日に放送された『イケメン歌がうまい王座決定戦スペシャル』（フジテレビジ）では、一回戦で金子貴俊、二回戦で清水良太郎、準決勝でサンプラザ中野くん、決勝で野村将希らを破り、初出場にして優勝を果たした。その際披露した曲は、一回戦「栄光の架橋」（ゆず）、二回戦「シェリー」（尾崎豊）、準決勝「Everything (It's you)」(Mr.Children)、決勝「古い日記」（和田アキ子）。ここで披露した「シェリー」と「古い日記」は、2012年5月30日発売のCD『歌がうまい王座決定戦コンピレーション〜歌うま七人衆〜』にも収録される。
他にも、2012年7月25日にリリースされたMARiAのファーストアルバム『aMazing MusiQue PaRK』にて自身が作詞作曲を手がけた「第一歩」という楽曲を提供したり、2013年7月には書き下ろした楽曲「でっかい声で歌おう」が第一興商のCMソングに採用されるなど、ネタ歌ではない楽曲の制作、提供も行っている。2013年12月5日には、売れないバンドマン時代に書き溜めた楽曲を中心に収録した自主制作CD、「マジ歌はじめました〜箸にも棒にもかからなかった名曲たち〜」をリリース。このCDには前出の「でっかい声で歌おう」や、レギュラー番組『ピンスポ』（日本テレビ）のテーマソングなども収録されている。
AMEMIYAは主に週末に日本各地で精力的にライブ活動を行っており、型破りなそのステージはさながらロックフェスのような様相を呈する。2011年6月26日に島根県出雲市で開催された「AMEMIYAライブinゆめタウン出雲」では、ショッピングセンターのミニライブであったにもかかわらず2,000人強を集客、ヒートアップしたAMEMIYAが客席にダイブするほどの異様な盛り上がりを見せた。
2011年10月28日には、SHIBUYA-AXで開催されたSPARKS GO GO主催の音楽イベント、「SHIBUYA JUNCTION 2011 “また倶知安じゃないジャン!”」にゲスト出演。「JUNK JUNK JUNKに捧げる歌」と自身の代表ナンバーである「冷やし中華はじめました」を披露した。
2012年11月8日には、Zepp Nagoyaで開催された「ZEPP! STEP! SMA! @NAGOYA」に出演。トップバッターで自身の出演を終えた後、堂島孝平との「葛飾ラプソディー」のセッションにも参加した。またこのとき、UNICORNを始めとする他の出演者全員によりバースデーソングと冷やし中華を模ったホールケーキをプレゼントされ、2日後に迫った34歳の誕生日をサプライズで祝福された。
2012年11月30日には、マウントレーニアホール渋谷で自身初となる単独ライブ、「ワンマンライブはじめました2012」を開催。「降りてくるシリーズ」各ネタのバンドバージョンや「腹が立ちました」「AMEMIYAカッコつけてました」「冷やし中華はじめました〜第二章〜」等の新ネタに加え、ダイナマイトオレンジ時代の代表曲「がんばろうぜ」などを披露。笑いと音楽を融合させた、「ハイブリッド芸人」ならではのステージを作り上げた。
2013年1月には自身初となる冠番組、『AMEMIYAの全力で番組はじめました。』（テレビ愛知）が放送開始となる。次いで2013年4月からは、アニメキャラクターに扮したAMEMIYAがシンガーソング・ナレーターとして登場する情報番組『ピンスポ』（日本テレビ）も放送開始となる。
2013年12月3日には東京・下北沢440にて2度目の単独ライブ、「AMEMIYA レコ発ワンマン2013『AMEふぇす』〜歌ネタとマジ歌の祭典〜」を開催した。このライブは1部で歌ネタ、2部でマジ歌コンサートを披露するという2部構成となっており、合間にはAMEMIYAが原宿の竹下通りを歩いて世間から忘れ去れていないかを検証するという自作のVTRも流れた。
1部のネタでは、馴染みのCMソングを妄想で補完する歌ネタ「CMソング完全バージョン」や新聞のテレビ欄を見ていたら降りてきた歌ネタ「最高のラブソング〜新聞のテレビ欄バージョン」、そして自虐ネタ「なんでおれは」「でっかい男」などの新ネタを披露し、2部のマジ歌コンサートでは1stアルバム「マジ歌はじめました〜箸にも棒にもかからなかった名曲たち〜」に収録された楽曲をバンドメンバーらと共に披露した。また、2部ではザ・ビートモーターズの秋葉正志もゲストとして駆けつけ、AMEMIYAと共にウルフルズの「バンザイ〜好きでよかった〜」のカバーも披露する。
全編を通しオテンキ江波戸、アポロ奥村、ハッピーエンド田中、ふみつけ大将軍小仲、DJ chan森 TOKYOらSMAの後輩芸人が登場してミニコントやチアリーディングなど披露し、また「でっかい声で歌おう」の演奏時にはSMA代表取締役の高橋章も飛び入り参加して得意のギターを披露するなど、所属事務所の仲間も大いに舞台を盛り上げた。最初チケットの売れ行きが悪く開催すら危ぶまれていたというこのライブは、結局は立ち見が出る程の大盛況の内に幕を閉じた。
2014年9月3日には『歌ネタ王決定戦2014』（MBS）で決勝進出を果たし、馴染みのCMソングを妄想で補完する歌ネタ「CMソング完全バージョン」を披露するも1位には手が届かなかった。しかし同番組内で放映されたAMEMIYAへの応援コメントには斎藤工が登場し、その時の歓声では1位を獲れたと喜んでいる。
2014年10月21日より、YouTubeに自身の公式歌ネタ動画サイト「AMEMIYATUBE」を立ち上げ、不定期に新作の歌ネタを発表している。
2015年5月より、SMAの後輩芸人であるマツモトクラブと「ヘイヘイタイム」というライブを不定期に開催している。また、2016年の8月より、同じくSMAの芸人であるロビンフットのおぐと「アメオーーグ」というライブを不定期に開催している。
2016年の11月にはマイナンバーカードのプロモーションキャラクターに抜擢され、内閣官房HP内で「マイナンバーカードはじめました」という動画を公開している。
2017年1月『じっくり聞いタロウ〜スター近況（秘）報告〜』（テレビ東京）に出演時、2016年ほとんどテレビに出演していなかったにもかかわらず自身の月収が260万円であったことを明かす。現在も高収入を得ている理由は、CM出演、企業パーティーや結婚式での営業等。それぞれで披露している「○○はじめました」のオリジナルソングが好評で、CMは「3社」と契約、企業パーティーは「月12〜13本、夏は20本」のオファー、披露宴には「3ヶ月で50本の問い合わせ」があるという。また、同番組ではブレイク中の状況も語っており、月〜金はテレビで、土日は営業の日々が1年半くらい続き、その当時の過去最高月収900万円（給料が500万円、CDの印税が400万円）であったという。
2017年9月23日、大阪・万博記念公園もみじ川芝生広場にて開催されたウルフルズの野外ライブ「クリアアサヒ Presents OSAKAウルフルカーニバル ウルフルズがやって来る！ヤッサ2017 ～ウルフルズ25祭!!～」では、ステージ転換中にVTR出演を果たし「ウルフルズに捧げる歌」を披露して場内を沸かせた。
また翌年2018年9月29日に開催された「クリアアサヒ presents OSAKAウルフルズカーニバル ウルフルズがやって来る！ヤッサ2018 ガッチューOSAKA!」で今度はライブ前半終了後ステージに登場し、観客に「雨を吹き飛ばすウルフルズファンの皆さん、AMEMIYAも大のウルフルズファンです！今回このヤッサでは生でこの歌を披露したいと思います！」と呼びかけ、昨年VTR内で披露した「ウルフルズに捧げる歌」に続く「続・ウルフルズに捧げる歌」を披露し、会場を涙と笑いに包んだ。
2018年9月15日・16日に開催された氣志團主催のロック・フェスティバル「氣志團万博2018～房総爆走爆勝宣言～」では、2日目のオープニングを飾る「OPENING CEREMONY ACT」枠として登場し、後輩芸人のダンボール松本を従え「氣志團万博に捧げる歌」を披露。氣志團万博の歴史やエピソードを歌い上げ会場を盛り上げた後、「ただいまより、＜氣志團万博2018 ～房総爆音爆勝宣言～＞を開催します。出演者代表 AMEMIYA」と開会を高らかに宣言した。

## 趣味嗜好
愛用しているギターブランドは「Takamine」で、2011年7月からは自身のオリジナルモデルを使用している。この他にもブラウンのボディに同様のデザイン文字が刻まれたモデルやブルーのモデル、「YAMAHA」のAPX1000PW（パールホワイト）を使用する場合もある。
好きな映画は『男はつらいよ』（渥美清主演、山田洋次原作・監督）で、それが高じ同DVDマガジンにも登場したことがある。
好きな漫画は『おぼっちゃまくん』（小林よしのり）で、生まれて初めて全巻揃えた漫画だという。
その他の好きな漫画は『はじめの一歩』（森川ジョージ）、『ONE PIECE』（尾田栄一郎）、『神様はじめました』（鈴木ジュリエッタ）、『トリコ』（島袋光年）、『宇宙兄弟』（小山宙哉）など。2010年12月24日結婚。2017年5月に第一子となる長男が誕生し、2021年1月に第二子となる次男が誕生。中学時代は水泳部部長。趣味はサウナ。
好きなミュージシャンは『ウルフルズ』。中二の頃、千葉テレビで「やぶれかぶれ」のMVを見て以来の熱狂的なファン。2017年・2018年にはウルフルズのワンマン野外ライブ「ヤッサ！」にも2年連続で出演している（2017年はVTR出演）。

## ネタ
AMEMIYAの歌ネタは「街で色んな言葉を目にすると、つい歌が降りてきます」という前口上から始まる。基本スタイルはこの言葉の示すとおり、街でよく見かける言葉に触発された果てしない妄想をギター一本で弾き語る、というものである。
この「降りてくるシリーズ」の代表的なネタには「冷やし中華はじめました」、「東京ウォーカーに載りました」、「この売り場から1等が出ました」などがある。これらの代表曲に「ご飯のおかわり自由です」を加えCDメジャーデビューも果たしている（2011年4月27日発売、SMALLER RECORDINGS）。また、同CDには真心ブラザーズ桜井秀俊がプロデュースしたボーナストラック、「冷やし中華はじめました 〜バンドはじめましたバージョン〜」も収録され、バンドメンバーにはdetroit7 山口美代子、フジファブリック 加藤慎一も名を連ねている。上記以外のネタには「東大合格者3名出ました」、「食後は歯をみがきましょう」、「サッカー中継放映中」、「バンドメンバー募集中」、「赤ちゃんが乗っています」、「お友達を大切に」、「カバの赤ちゃんが生まれました!」などがある。
またこれら「降りてくるシリーズ」のほかに、『○○に捧げる歌』という形でさまざまな芸能人、イベントなどの紹介ソングも披露している。この「捧げるシリーズ」は2011年2月28日に放送された『HEY!HEY!HEY! MUSIC CHAMP』での「コンビ愛に涙しました」が契機となっており、同曲はゲスト出演していたコブクロの二人に捧げるという形で、ダウンタウンの逸話を「冷やし中華はじめました」のメロディに乗せて紹介するというものであった。その後も平井堅、Perfume、少女時代、前田敦子 (AKB48)、いきものがかり、KARA、板野友美 (AKB48)、超新星、ダウンタウン、福山雅治、中島美嘉、錦野旦、松田聖子、東方神起、フレンチ・キス、嵐、タッキー&翼、NYC、JUJU、ナオト・インティライミ、FUNKY MONKEY BABYS、山下智久、Hey! Say! JUMP、渡辺麻友 (AKB48)、ももいろクローバーZ、若旦那、遊助、NMB48、SMAP、芦田愛菜、木村カエラ、徳永英明、チャン・グンソク、ベイビーレイズ、華原朋美、NiziUなどに歌を捧げている（平井以降はすべてゲスト本人を紹介するものとなっている）。同番組の「700回直前みんな元気になる生放送SP」ではサプライズ出演で大トリを務め、ゲスト全員に捧げる歌を披露した。同じく「生放送みんな元気になるXmasスペシャル!」では14年ぶりに出演したSMAPの曲紹介を務めたが、その際木村拓哉が「冷やし中華はじめました」を歌うサプライズもあった。同番組の東北地方太平洋沖地震（東日本大震災）からの復興をテーマにしたプロジェクトでは「陸前高田市に捧げる歌」を書き下ろし、収益金を全額被災地に寄付している。
2012年6月25日に放送された『しゃべくり007』では、AMEMIYAを「今気になっている芸人」に挙げた仲間由紀恵にラヴソングを捧げ、その他の番組では、ネプチューン、和田アキコ、東国原英夫、高木美保、ビビる大木、寺島尚正、ローラ、ROY (THE BAWDIES)、ハリウッドザコシショウ、羊子、お台場合衆国、ダイハツKOOZA、オールナイトニッポン（広瀬香美）などにも同様の歌を捧げている。
2011年7月3日、2012年2月2日に放送された『キョクタ→ン』(TBS) では歴史好きを公言し、歴史上の偉人たち（小林一茶、夏目漱石、森鷗外、徳川家康、源義経、一休宗純、ハンス・クリスチャン・アンデルセン、アイザック・ニュートン他）にも同様の歌を捧げた。その後2012年7月21日には、双葉社より『日本の歴史はじめました』という自身初となる単行本を出版。同書の付録DVDでは、縄文時代から幕末までの50の史実に妄想を混ぜ込んだ歌を自ら作詞作曲、披露している。

## メディア出演

### テレビ

#### レギュラー
- ミマせん？（旧: ミラクルマジカル宣伝部）（中国放送 2014年4月18日-）
- ピンスポ（日本テレビ　2013年4月20日-）

#### 過去の主な出演
- HEY!HEY!HEY! MUSIC CHAMP（フジテレビ）
- やるヌキッ!→「やるヌキッ！祭」(テレビ東京)
- AMEMIYAの全力で番組はじめました。（テレビ愛知）※初冠番組
- あらびき団（TBS）
- お笑い芸人歌がうまい王座決定戦スペシャル（フジテレビ）※イケメン歌がうまい王座決定戦スペシャル優勝
- 東洋水産PRESENTS R-1ぐらんぷり2011・2012（関西テレビ）※2011年準優勝
- ZIP!（日本テレビ）
- OTOBOKE Bar（TOKYO MX）
- 歌ネタ王決定戦2014（MBSテレビ）
- リズムネタAゴーゴー（2015年11月21日、TBSテレビ）
- 祝25周年!ウルフルズSPECIAL（2017年5月28日、スペースシャワーTV）- 天の声
- ゴッドタン（2017年6月25日 - 、テレビ東京） - 不定期出演だが、番組内での発言が2018年5月に開催されたイベントの副題となる[22]。
- 人気芸能人にイタズラ! 仰天ハプニング○連発（2017-2018年、フジテレビ）‐「ストリートミュージシャンが勝手にイタズラソング！ハプニング」のコーナーで作詞作曲、仕掛け人を担当
- オールスター後夜祭（2019年4月7日[23]、TBS）
- 千鳥のクセがスゴいネタGP（フジテレビ）
- ウワサのお客さま（2021年11月12日、フジテレビ）
- チコちゃんに叱られる!(NHK)

#### テレビドラマ
- 軍師官兵衛 第38回（2014年9月21日、NHK） - 秀吉の家臣 役
- 連続テレビ小説 まれ（2015年、NHK）- 道上 役
- 監獄のお姫さま 第7話（2017年11月28日、TBS） - 大洋泉 役
- オー!マイ・ボス!恋は別冊で 最終話（2021年3月16日、TBS） - カメラマン 役
- 行列のできる法律相談所「TEAM NACS事件簿」（2021年4月25日、日本テレビ） - 戸次重幸 役[24]
- ショジョ恋。（2023年4月13日 - 6月1日、フジテレビ） - ファタール 役

### CM
- ガチトラ! 〜暴れん坊教師 in High School〜（スパイク/PSPソフト、2011年4月 - ）
- サントリー『金麦』（2011年5月 - ）
- スパワールド（2011年6月 - ）
- キング観光（2012年4月 - ）
- 土崎BC（2012年5月 - ）
- 神様はじめました（鈴木ジュリエッタ｜白泉社、2012年10月 - ）
- ジョブレストラン（ワン&オンリーキャスティング｜2013年7月 - ）
- 第一興商（2013年7月 - ）※歌出演
- 登録済未使用車専門店 アクア（株式会社オートエボリューション｜2015年6月‐）※テレビCM「未使用車ならアクア」
- 秋マン!! 2015｜集英社秋のデジタルマンガ祭（2015年9月‐）※メディアCM[25]
- ブックオフ（2016年1月 - ）※店内放送CM「家電買取はじめました」
- ロッテ（2016年6月 - ）※メディアCM「わくわく定期便」
- 内閣官房（2016年11月 - ）※メディアCM「マイナンバーカードはじめました」
- アスミール（株式会社イッティ｜2016年12月 - ）
- 山梨放送（2017年10月 - ）※テレビCM「YBSラジオ、radikoはじめました」
- 軽カー PLUS（ 株式会社ウォッシュ|2018年8月 - ）※テレビCM「軽カープラス　webチラシはじめました！」
- 花王 バブ 薬用メディキュア（2019年10月 - ）※メディアCM「家サ活はじめませんか？」
- 赤城乳業（2020年3月 - ）※メディアCM「いちごチョコミントはじめました」
- フラワーホーム（2020年4月 - ）※広島県ローカルCM
- 株式会社と組（2020年12月 - ）※テレビCM「雨漏り一番」
- ニチレイフーズ（2022年3月 - ）※テレビCM・メディアCM「冷やし中華チンしました」
- サントリー(2023年3月 - )※メディアCM「快眠セサミン」
- バイク王「決めポージング 51cc以上10万円CP 篇」（2023年8月 - ）※テレビCM[26]
- 日清シスコ「ごろグラでした～贅沢果実篇」（2024年3月 - ）※テレビCM

### ラジオ

#### レギュラー
- AMEMIYAのとにかく歌います♪（大分放送・四国放送・西日本放送・福井放送・東北放送・熊本放送・新潟放送)

#### 過去の主な出演
- 夕やけ寺ちゃん 活動中（文化放送）
- MOZAIKU CHOI FURU NIGHT（bayfm・木曜日MC）
- 今夜も怪進劇 (bayfm)

### マルチメディア・Web放送
- スマホのトリセツ（NOTTV・MC）
- 風雲!たけし城（Amazon Prime Video、2023年4月28日）

### PV
- サンボマスター『ロックンロール イズ ノットデッド』

### ゲーム
- ドラゴンエッグ（2020年4月24日 - 5月17日、ルーデル）「AMEMIYA」として登場。

## ディスコグラフィ

### シングル
| #                                             | 発売日        | 作品                   | 最高順位 | 最高順位 | 最高順位 | 認定 | アルバム |
| #                                             | 発売日        | 作品                   | オリコン | Hot 100  | RIAJ DL  | 認定 | アルバム |
| --------------------------------------------- | ------------- | ---------------------- | -------- | -------- | -------- | ---- | -------- |
| 1st                                           | 2011年4月27日 | 冷やし中華はじめました | 77       | －       | －       |      |          |
| "—"はチャート圏外かチャート対象外を意味する。 |               |                        |          |          |          |      |          |

### ミュージックビデオ
| 年     | ビデオ                 | 監督     |
| ------ | ---------------------- | -------- |
| 2011年 | 冷やし中華はじめました | 山口保幸 |